# Edmond Rostand
Pour les articles homonymes, voir Rostand.
Pour les autres membres de la famille, voir Famille Rostand.
Edmond Rostand, né le 1er avril 1868 à Marseille et mort le 2 décembre 1918 à Paris, est un écrivain, dramaturge, poète et essayiste français.
Il est l'auteur d’une des pièces les plus connues du théâtre français, Cyrano de Bergerac. Son œuvre est marquée par l’influence de Victor Hugo et de Théodore de Banville, « dont il est l’héritier le plus populaire mais aussi le plus controversé ».
Son épouse est la poétesse Rosemonde Gérard et il est le père du biologiste et académicien français Jean Rostand et du poète et auteur dramatique Maurice Rostand.

## Biographie
Edmond Eugène Joseph Alexis Rostand naît le 1er avril 1868 à Marseille au no 14 de la rue Monteaux (devenue rue Edmond-Rostand). Issu d'une famille bourgeoise commerçante et banquière, il est le fils de l'économiste Eugène Rostand et d'Angèle Gayet (fille d'un riche fabricant de produits chimiques), et l'arrière-petit-fils d'Alexis-Joseph Rostand, un maire de Marseille.
En 1870, son père emmène toute sa famille, Edmond, sa mère et ses deux cousines, dans la station thermale en vogue de Bagnères-de-Luchon. Logés d'abord au « chalet Spont », puis à la « villa Devalz », ils font ensuite édifier la « villa Julia », à proximité du futur casino. Edmond Rostand passe plus de vingt-deux étés à Bagnères-de-Luchon, dont le site, majestueux, lui inspire ses premières œuvres. Il y écrit notamment une pièce de théâtre en 1888, Le Gant rouge, et surtout un volume de poésie en 1890, Les Musardises. C'est dans cette station touristique qu'Edmond Rostand se lie d'amitié avec un homme de lettres luchonnais, Henry de Gorsse, dont il partage le goût pour la littérature.
De 10 à 17 ans, il étudie au lycée Thiers de Marseille. Il y accumule les prix et accessits, particulièrement en composition française, en histoire et en latin. Il lancera même un journal, avec quelques amis, nommé Le Farfadet. Il est un lecteur assidu de Victor Hugo, William Shakespeare et Miguel de Cervantès. Au détour d'une lecture d'un chapitre des Grotesques  de Théophile Gautier, il découvre l'auteur Savinien Cyrano de Bergerac. Il se rend toutefois à Paris en 1884 pour compléter son cursus scolaire au collège Stanislas pendant deux ans. Là-bas, un certain professeur nommé Lorber lui lit Goethe, et un autre nommé René Doumic, lui vante les auteurs du XVIIe siècle. En philosophie, il rédige, faisant hommage au Misanthrope de Molière, un devoir nommé « Alceste ou Philinte? ». Il écrira également une pièce restée inédite, Les Petites manies, et une nouvelle en prose, Mon La Bruyère. Muni de son baccalauréat, il est dirigé vers l'école de droit par son père, qui souhaite en faire un diplomate. Il passe sa licence, puis s'inscrit au barreau sans y exercer, avant de se décider à se consacrer à la poésie.
En 1887, il présente à l'Académie de Marseille un essai sur « deux romanciers de Provence », Honoré d'Urfé et Émile Zola, qui obtient le prix du Maréchal de Villars.
|                      |  |  |
| Caricatures par Sem. |  |  |

Le 1er avril 1888, il fonde en compagnie de son ami Maurice Froyez, journaliste parisien, le « Club des natifs du premier avril », dont les statuts stipulent que ses membres jouiront à vie du privilège d'entrer gratuitement dans tous les établissements publics, opéras, théâtres, champs de course et maisons closes, de pouvoir rire aux enterrements afin de les rendre moins sinistres, de bénéficier à leur naissance du parrainage du chef de l'État et, en outre, de se voir attribuer un appartement de fonction dans un des Palais nationaux, résidence pourvue de tout le confort souhaitable et d'une domesticité jeune, accorte et complaisante.
En août 1888, cette fois-ci avec son ami Froyez, il se rend au champ de courses de Moustajon et ils y décorent tous deux leur équipage d'une abondance de fleurs des champs. Ils font sensation devant un établissement à la mode, le café Arnative, et improvisent en terrasse une joyeuse bataille de fleurs avec leurs amis. C'est ainsi que naît le premier « Corso fleuri », ou Bataille des fleurs, à Bagnères-de-Luchon, devenue Fête des fleurs, le dernier dimanche d'août. On remettait une bannière au gagnant.
Une histoire popularisée par un ami d'enfance d'Edmond Rostand, Henri de Gorsse, et depuis largement reprise par les biographes, dit que dans le train pour Montréjeau, son père aurait fait la rencontre de Madame Lee et de sa fille Rosemonde Gérard (poétesse elle aussi, dont Leconte de Lisle était le parrain littéraire, et Alexandre Dumas, le tuteur). Il semble qu'il ne s'agisse que d'une légende. Les deux familles auraient échangé lors d'un spectacle ou un concert et c'est lors d'une promenade organisée qu'Edmond rencontra Rosemonde. Angèle Gayet, la mère d'Edmond, raconte que lors d'une excursion au port de Venasque, Rosemonde eut un accident de cheval et perdit un anneau précieux. Edmond lui en offrit un autre. Ils tombèrent passionnément amoureux. Rosemonde poétisa d'ailleurs cet anneau dans un poème qui débute par ces vers: « Le cher anneau d'argent que vous m'avez donné, garde en son cercle étroit nos promesses encloses ». Le 8 avril 1890, Edmond épouse Rosemonde en l'église Saint-Augustin de Paris.
Rosemonde et Edmond Rostand auront deux fils : Maurice, né en 1891, et Jean, né en 1894. Edmond quittera Rosemonde en 1915 pour son dernier amour, l'actrice Mary Marquet.
Ses premiers débuts littéraires passent presque inaperçus. En 1888, il fait jouer la pièce Le Gant Rouge, écrite à quatre mains avec son beau-frère, Henry Lee, frère de Rosemonde. Ce sera un vibrant échec qui marquera Edmond au point qu'il ne veuille plus entendre parler de cette pièce. Il écrit et fait publier à compte d'auteur chez l'éditeur Lemerre un recueil de poésies nommé Les Musardises en 1890. Bien que le recueil contienne toute l'exhortation et le panache qu'on connaîtra bientôt de l'auteur, c'est un échec en termes de vente.  Le recueil aura droit à une republication en 1911 chez Fasquelle. Néanmoins, Edmond, en 1890, ne manque pas d'idées pour faire valoir ses écrits. Il envoie une lettre à l'éditeur Lemerre afin que soit précisé noir sur blanc, sur une centaine de volumes, la mention « 2e édition », afin de faire croire aux lecteurs que le recueil s'était très bien vendu. 

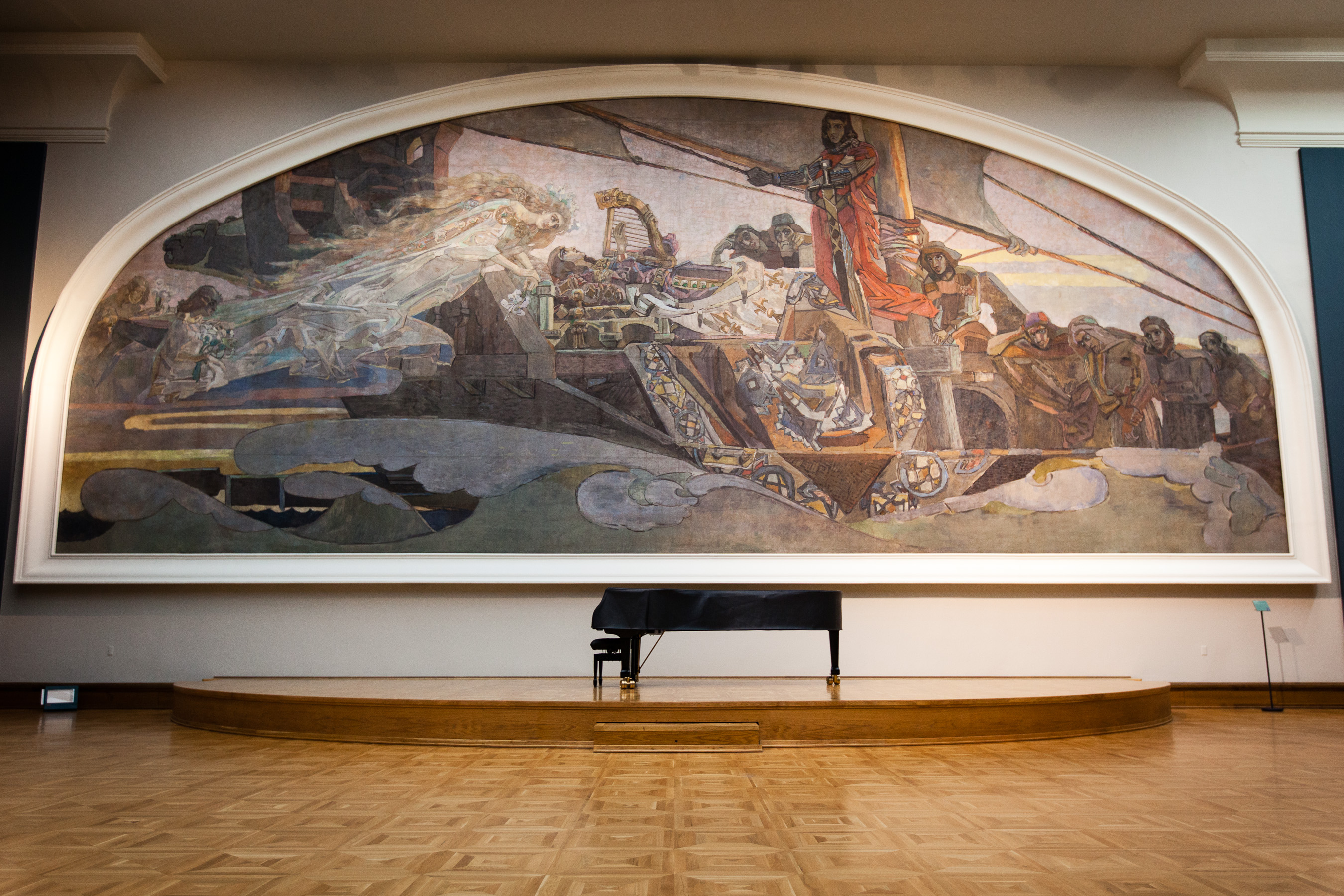
Mikhaïl Vroubel, La Princesse lointaine (1896).

Edmond obtient un timide succès en 1894 avec Les Romanesques, pièce en vers présentée à la Comédie-Française. En 1895, Rostand écrit La Princesse Lointaine, donne le rôle titre à Sarah Bernhardt et fait de même en 1897 avec La Samaritaine. Toutefois la postérité retiendra surtout Cyrano de Bergerac, qui triomphe dès la première en 1897, alors qu'il n'a que 29 ans,. En 1900, il connaît un nouveau succès avec L'Aiglon. Mal remis d'une pleurésie après la première représentation de cette pièce, il part, quelques mois après, en convalescence à Cambo-les-Bains. Séduit par le lieu, il y acquiert des terrains sur lesquels il fait édifier sa résidence, la villa Arnaga. Dans les années 1910, il collabore à La Bonne chanson, Revue du foyer, littéraire et musicale, dirigée par Théodore Botrel.
Pendant plusieurs années, il travaille irrégulièrement sur Chantecler, dont la première représentation a lieu le 7 février 1910. Après son relatif insuccès critique, Rostand ne fera plus jouer de nouvelles pièces. À partir de 1914, il s'implique fortement dans le soutien aux soldats français, notamment en publiant le poème « Le Vol de la Marseillaise » en 1915.
Il meurt le 2 décembre 1918 à Paris, au 4, avenue de La Bourdonnais, de la grippe espagnole, peut-être contractée pendant les répétitions d'une reprise de L'Aiglon.
Il repose au cimetière Saint-Pierre de Marseille, sa ville natale. Son tombeau, laissé à l'abandon depuis les années 1920 a été entièrement réhabilité par Thomas Sertillanges, président du Festival Edmond Rostand en 2017.

## Œuvres
| Année | Œuvre                                                                                                | Genre                                                                                    | Création (pour les pièces) | Publication originale                                                                           | Texte                |
| ----- | --- | ---------------------------------------------------------------------------------------- | --- | ----------------------------------------------------------------------------------------------- | -------------------- |
| 1887  | Deux romanciers de Provence, Honoré d'Urfé, Émile Zola, le roman sentimental et le roman naturaliste | Essai                                                                                    | | Marseille, Imprimerie du Journal de Marseille, 1888                                             | Texte en ligne       |
| 1888  | Le Gant rouge                                                                                        | Vaudeville, avec Henri Lee                                                               | 1888 | Paris, Éditions Nicolas Malais, 2009                                                            |                      |
| 1890  | Les Musardises                                                                                       | Poésie                                                                                   | 1890 | 1. Paris, A. Lemerre, 1890 2. édition nouvelle 1887-1893. Paris, Fasquelle, 1911                |                      |
| 1890  | Ode à la musique                                                                                     | Poésie                                                                                   | Novembre 1890 (privée, pour l'inauguration de la maison de Jules « Tergis » Griset) ; 23 mars 1891 Théâtre du Châtelet. Musique d'Emmanuel Chabrier. |                                                                                                 |                      |
| 1890  | Les Deux Pierrots ou le Souper blanc                                                                 | Pièce (refusée par la Comédie-Française)                                                 | 1890 |                                                                                                 |                      |
| 1894  | Les Romanesques                                                                                      | Comédie                                                                                  | Pièce créée le 21 mai 1894 à la Comédie-Française, couronnée par l'Académie française                                                                | Paris, Charpentier et Fasquelle, 1894                                                           | Texte sur Wikisource |
| 1895  | La Princesse lointaine                                                                               | Pièce en 4 actes, en vers                                                                | 1895 | 1. Paris, Charpentier et Fasquelle, 1895 2. seconde version. Paris, L'Illustration, 1929        | Texte sur Wikisource |
| 1895  | La Maison des Amants                                                                                 | Pièce en vers (inachevée)                                                                | Pièce destinée à la Comédie-Française (Mounet-Sully, Bartet, Le Bargy, Féraudy, Leloir, Moreno…)                                                     | Biarritz, Atlantica, 2018                                                                       |                      |
| 1897  | Pour la Grèce                                                                                        | Poésie                                                                                   | | Paris, Fasquelle, 1897                                                                          | Texte sur Wikisource |
| 1897  | La Samaritaine                                                                                       | Évangile en trois tableaux, en vers                                                      | Pièce créée le 14 avril 1897 pour Sarah Bernhardt au Théâtre de la Renaissance                                                                       | Paris, Fasquelle, 1897                                                                          | Texte en ligne       |
| 1897  | Cyrano de Bergerac                                                                                   | Comédie héroïque en 5 actes, en vers (alexandrins)                                       | Pièce créée le 28 décembre 1897 pour Coquelin aîné                                                                                                   | Paris, Fasquelle, 1898                                                                          | Texte sur Wikisource |
| 1900  | L'Aiglon                                                                                             | Drame en 6 actes                                                                         | Pièce créée le 15 mars 1900 pour Sarah Bernhardt | Paris, Fasquelle, 1900                                                                          | Texte en ligne       |
| 1902  | Un soir à Hernani                                                                                    | Poésie, hommage à Victor Hugo dans le cadre du Centenaire de la naissance de Victor Hugo | | Paris, Fasquelle, 1902                                                                          | Texte en ligne       |
| 1903  | Discours de Réception à l'Académie française le 4 juin 1903                                          | Essai                                                                                    | | Paris, Fasquelle, 1903                                                                          | Texte en ligne       |
| 1908  | Le Bois sacré                                                                                        | Pantomime                                                                                | | Paris, L'Illustration, 1908                                                                     |                      |
| 1910  | Chantecler                                                                                           | Pièce                                                                                    | Pièce créée le 7 février 1910 pour Lucien Guitry | Paris, L'Illustration, 1910                                                                     | Texte sur Wikisource |
| 1911  | La Dernière Nuit de Don Juan                                                                         | Pièce                                                                                    | Pièce créée en 1921, trois ans après la mort de l'auteur                                                                                             | Paris, L'Illustration, 1921                                                                     |                      |
| 1915  | Le Vol de la Marseillaise                                                                            | Poésie sur la guerre                                                                     | | Paris, Fasquelle, 1919                                                                          |                      |
|       | Le Cantique de l'aile                                                                                | Poésie                                                                                   | | Paris, Fasquelle, 1922                                                                          |                      |
|       | Faust de Goethe                                                                                      | Adaptation et traduction d'Edmond Rostand                                                | | Édition réalisée par Philippe Bulinge à partir des manuscrits. Paris, Éditions Théâtrales, 2007 |                      |

Voir aussi :
- Œuvres complètes (7 volumes, 1910-11)
- Théâtre (2007)
- L'Œuvre poétique d'Edmond Rostand, Avant-propos d'Alexis Michalik, Introduction de Philippe Bulinge et Pourquoi dire Rostand aujourd'hui ? par Jacques Mougenot ; Éditions TriArtis, 2018 ;  (ISBN 978-2-916724-95-9) ; avec le soutien du Haut comité des Commémorations nationales
- "Qui suis-je?" Edmond Rostand, Pardès, 2022  (ISBN 978-2-86714-590-2)

## Œuvres principales

### Cyrano de Bergerac

Edmond Rostand à l'époque de la première de Cyrano, L'Illustration du 8 janvier 1898.

La première représentation de Cyrano de Bergerac, le 28 décembre 1897 à Paris, au Théâtre de la Porte-Saint-Martin, lui apporte la gloire. Pourtant, quelques minutes avant la pièce, Rostand pressent un fiasco et dit à Coquelin « Ah ! pardonnez-moi, mon ami, de vous avoir entraîné dans cette désastreuse aventure ».
La pièce venait à point pour rendre le moral à une France traumatisée par la perte de l'Alsace-Lorraine, à la suite de la guerre franco-prussienne de 1870, et hantée depuis par l'humiliation et l'esprit de revanche.
Son héros démontre avec panache que l'on peut, dans l'adversité, garder la tête haute et faire preuve d'un très grand sens de l'honneur, avec la plus haute élévation d'âme. Aussi, dès l'entracte, la salle applaudit debout, et même le ministre de l'Instruction Publique et des Beaux Arts, Alfred Rambaud, vient le trouver dans les coulisses, décroche sa Légion d'honneur pour la lui agrafer, et lui dit : « Permettez-moi de prendre un peu d'avance ». Et, au baisser de rideau, le public d'applaudir à tout rompre, une vingtaine de minutes.
À l'acte IV, scène VI, un cadet de Gascogne se présente avec des titres de fantaisie, qui font référence à différents endroits situés autour de Luchon :
Baron de Casterac de Cahusac 
Vidame de Malgouyre Estresc Lesbas d'Escarabiot
Chevalier d'Antignac-Juzet 
Baron Hillot de Blagnac-Saléchant de Castel-Crabioules .
La scène du balcon serait inspirée d'un fait de jeunesse, le poète ayant effectivement aidé Jérôme Faduilhe dans sa cour, jusque-là infructueuse, à une certaine Marie Castain : il lui avait écrit ses lettres d'amour.
La pièce fut traduite en plusieurs langues et eut un succès universel. Le personnage de Cyrano, brillant représentant de l'« esprit français », est devenu un véritable archétype, au même titre que Hamlet ou que Don Quichotte, qu'il mentionne d'ailleurs dans la pièce.
L'auteur dédie d'ailleurs son œuvre au premier acteur ayant interprété le personnage de Cyrano : « C'est à l'âme de Cyrano que je voulais dédier ce poème. Mais puisqu'elle a passé en vous, Coquelin, c'est à vous que je le dédie ».
Un opéra, Cyrano de Bergerac, fut composé par l'italien Franco Alfano (1876-1954) sur une adaptation du librettiste Henri Cain (1859-1937), représenté en 2005 au Metropolitan Opera de New York, avec Plácido Domingo dans le rôle-titre, puis en 2006 à l'Opéra de Montpellier, avec Roberto Alagna, repris au théâtre du Châtelet, à Paris, en mai 2009, avec Plácido Domingo. La version enregistrée la plus ancienne est celle donnée à la Scala de Milan en 1954, avec Ramon Vinay dans le rôle titre, Anna de Cavalieri dans le rôle de Roxane et Rolando Panerai dans le rôle de De Guiche entre autres, le tout placé sous la direction du Chef Antonino Votto. Notons par ailleurs que cette version est chantée dans une version traduite en italien.

### L'Aiglon
En 1900, il crée son nouveau drame, L'Aiglon, pour Sarah Bernhardt. Par la suite, le rôle-titre sera repris par Simone Le Bargy. La pièce a un tel succès en France et à l'international qu'elle lui ouvre les portes de l'Académie française où il est élu en 1901 au fauteuil 31. Souffrant, il n'y est reçu qu'en 1903. La pièce reprend un personnage souvent jugé mis de côté par l'Histoire, Napoléon II, fils de Bonaparte. Narrant les dernières années de celui qu’on appelle dorénavant le duc de Reichstadt, l’action met la lumière sur les complots ourdis par la cour pour redonner le pouvoir au duc, et prend place durant les années 1830 en Autriche, là où Napoléon II finit sa vie. Avec cette pièce, l'objectif de Rostand n'est pas politique. Il le manifeste en plaçant au devant de son édition : « Grands dieux ! Ce n’est pas une cause, que j’attaque ou que je défend… Et ceci n’est pas autre chose que l’histoire d’un pauvre enfant ». La pièce sera même adaptée au cinéma dans quelques créations. Parmi elles, L'Aiglon de Viktor Tourjanski en 1931, ou bien encore le court-métrage éponyme d'Emile Chautard en 1913.

### Chantecler

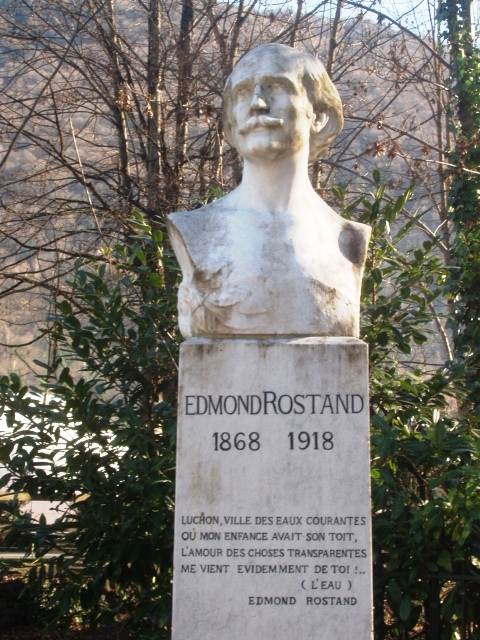
Buste d'Edmond Rostand à Bagnères-de-Luchon.

En 1910, sa pièce Chantecler est créée au théâtre de la Porte-Saint-Martin. Simone Le Bargy participe à la création de la pièce pour le grand rôle féminin de « la Faisane », avec Lucien Guitry dans le rôle-titre, Constant Coquelin, pour qui le texte avait été écrit, étant décédé peu de temps auparavant. La particularité de cette pièce est que tous les personnages sont des animaux.
La pièce ne fut ni un succès, ni un échec, la critique fut partagée et une partie du public, dérouté. La pièce est en vers, comme tout le théâtre de Rostand, mais l'alexandrin est manié par l'auteur avec une telle virtuosité qu'il est déconcertant d'entendre des animaux s'exprimer dans une langue aussi sophistiquée. La lourdeur des décors et des costumes joue aussi un rôle : dans les années 1950, Roland Barthes écrit un article célèbre sur « les maladies du costume de théâtre »[réf. nécessaire] et prend ce spectacle précisément comme exemple de ce qu'il ne faut pas faire au théâtre.
Plus d'un siècle après la première, il est intéressant de reconsidérer la question de Chantecler, qui est une réalisation plus audacieuse que celle de Cyrano ou de L'Aiglon. D'un point de vue scénique, la mise en scène est riche. Elle offre sur la scène parisienne une tentative de renouvellement et de modernisation qui, si elle n'a rien à voir avec les entreprises du théâtre naturaliste (André Antoine) ou symbolistes (Lugné-Poe), prend en compte ces avancées qu'elle digère à sa manière. Les animaux qui parlent au théâtre sont relativement rares. Il y avait bien eu Les Oiseaux d'Aristophane. Mais leur retour sur la scène de la Belle Époque a quelque chose de surréaliste et préfigure, d'une certaine façon, les collages de Max Ernst.
Pour l'histoire des spectacles, l'entreprise a aussi quelque chose de remarquable. C'est la manière dont l'événement est géré par la presse. En effet, en 1910, Rostand passe, pour beaucoup, pour le plus grand dramaturge français, et il est considéré comme une sorte de poète officiel de la IIIe République. Or il n'est pas très productif.
Sa dernière création, L'Aiglon, remonte à 1900. Il existe une attente énorme, et la rumeur journalistique ne cesse d'enfler à propos d'une pièce mystérieuse. Rostand entretient volontairement le mystère. On assiste à une véritable campagne de presse à l'américaine. À la sortie, en 1910, les journaux sont pleins d'articles, de reportages, de photographies, d'anecdotes et de caricatures. Commercialement, la pièce est loin d'avoir été un échec : il y eut un grand nombre de représentations à Paris, et des tournées internationales furent lancées, avec plusieurs distributions parallèles.
À la suite du succès rencontré par la pièce, Frère Wilfrid, un moine cistercien québécois, décida de nommer Chantecler la race de poule qu'il avait créée.

## Rostand collectionneur
Un sujet en bronze à patine brune, statue équestre de Louis XIV attribuée à Martin Desjardins (1637-1694) et ayant appartenu à Rostand, a figuré à une vente aux enchères publiques à Paris le 11 décembre 2017.

## Distinctions

### Décorations
- Commandeur de la Légion d'honneur (1911)[23] ; officier en 1900 ; chevalier le 1er janvier 1898, décoré quatre jours après la première de Cyrano de Bergerac.

## Hommages
- Une plaque commémorative honore sa mémoire au 4 avenue de La Bourdonnais dans le 7e arrondissement de Paris, adresse de l'appartement qu'il occupait à sa mort le 2 décembre 1918.
- Une plaque rappelle sa naissance le 1er avril 1868 au 14, rue Edmond-Rostand à Marseille.
- À Marseille, un buste et une statue rappellent qu'Edmond Rostand est né dans cette ville.
- À Bagnères-de-Luchon, un buste rappelle qu'Edmond Rostand a passé dans cette ville ses vacances d'été pendant vingt-deux ans.
- Le musée Rostand se trouve à Cambo-les-Bains, dans la villa Arnaga qu'il a fait construire
- Une rue porte son nom à Anderlecht, commune de la région de Bruxelles-Capitale, en Belgique.
- En 2018, l'association « Les amis du musée Cyrano de Bergerac », présidée par Thomas Sertillanges, organise le « Festival Edmond Rostand 2018 » pour fêter, à Paris, Marseille et Luchon, le 150e anniversaire de la naissance du poète et célébrer le centenaire de sa disparition.
- Le quartier d'Aiguelongue, à Montpellier, comporte une rue Cyrano-de-Bergerac, une rue de Chantecler, une rue de l'Aiglon, une place Edmond-Rostand, une rue des Musardises, une allée Colline Chantecler.
- En 2016, Alexis Michalik crée Edmond au théâtre du Palais-Royal, une pièce relatant, en ayant recours, pour partie, à la fiction, la difficile création de la pièce Cyrano de Bergerac par Edmond Rostand. Le dramaturge y est interprété par l'humoriste Guillaume Sentou. La pièce est récompensée lors des Molières 2017. Elle fait l'objet d'adaptations en bande dessinées.
- En 2017, l'association "Les Amis du musée Cyrano de Bergerac", présidée par Thomas Sertillanges, a entièrement réhabilité sa tombe au cimetière Saint-Pierre de Marseille.
- En 2018, les Éditions TriArtis rééditent la poésie d'Edmond Rostand, indisponible depuis près d'un siècle, préfacée par Alexis Michalik, Philippe Bulinge et Jacques Mougenot.
- En 2019, Alexis Michalik adapte sa pièce Edmond au cinéma et c'est Thomas Solivérès qui prête ses traits à l'écrivain.
- En 2020, Thomas Sertillanges publie Edmond Rostand, les couleurs du panache (Éditions Atlantica), la première biographie illustrée du poète, 580 pages et 500 illustrations.
- Le 30 mai 2022, un Google Doodle lui est consacré à l'occasion du 121e anniversaire de son élection à l'Académie française[24],[25].
- En juillet 2022, le Festival Edmond Rostand et l'association "Luchon d'Antan" rénovent le buste d'Edmond Rostand dans la ville où il passa ses vingt premiers étés et où il commença à écrire.
- En 2022, Thomas Sertillanges publie "À la recherche du buste d'Edmond Rostand sculpté par Sarah Bernhardt (et autres représentations du poète" (Éditions Le Sémaphore).
- Le 30 mars 2023, une photo du couple Rostand est accrochée dans le hall de la mairie du 17e arrondissement. Une initiative du Festival Edmond Rostand.
- Le 28 juin 2023, l'association "Edmond Rostand à Paris17", présidée par Thomas Sertillanges, offre à la ville de Paris, avec le soutien de la Ville de Paris, de Geoffroy Boulard, maire du 17e, et de donateurs privés, une réplique en pierre du buste d'Edmond Rostand sculpté par Sarah Bernhard. Situé au 1 place du Général-Catroux, le monument fait face à celui de la grande comédienne. Jusqu'à cette date, aucun monument ne rendait hommage à Edmond Rostand dans la capitale.

## Adaptations

### Musique
- Cyrano de Bergerac (livret d'Henri Cain d'après Edmond Rostand), comédie héroïque en 4 actes de Franco Alfano (22 janvier 1936 Rome, Teatro Reale)
- L'Aiglon, drame musical en 5 actes, composé par Arthur Honegger (actes II, III et IV) et Jacques Ibert (actes I et V) (1937)

### Cinéma
- Cyrano de Bergerac de Michael Gordon (1951)
- Cyrano de Bergerac de Claude Barma (1960)
- Cyrano et d'Artagnan d'Abel Gance (1964)
- Roxanne de Fred Schepisi (1987)
- Cyrano de Bergerac de Jean-Paul Rappeneau (1990)
- Edmond d’Alexis Michalik joué par Thomas Solivérès (2019)